# Pseudochiridium insulae
Pseudochiridium insulae är en spindeldjursart som beskrevs av Clarence Clayton Hoff 1964. Pseudochiridium insulae ingår i släktet Pseudochiridium och familjen Pseudochiridiidae. Inga underarter finns listade i Catalogue of Life.